# Buffalo (Minnesota)
Buffalo es una ciudad ubicada en el condado de Wright en el estado estadounidense de Minnesota. En el Censo de 2010 tenía una población de 15.453 habitantes y una densidad poblacional de 619,31 personas por km².

## Geografía
Buffalo se encuentra ubicada en las coordenadas 45°10′44″N 93°51′55″O / 45.17889, -93.86528. Según la Oficina del Censo de los Estados Unidos, Buffalo tiene una superficie total de 24.95 km², de la cual 18.56 km² corresponden a tierra firme y (25.63%) 6.39 km² es agua.

## Demografía
Según el censo de 2010, había 15453 personas residiendo en Buffalo. La densidad de población era de 619,31 hab./km². De los 15453 habitantes, Buffalo estaba compuesto por el 95.09% blancos, el 0.78% eran afroamericanos, el 0.52% eran amerindios, el 0.89% eran asiáticos, el 0.04% eran isleños del Pacífico, el 0.71% eran de otras razas y el 1.97% pertenecían a dos o más razas. Del total de la población el 2.77% eran hispanos o latinos de cualquier raza.